# Balmaceda (genre)
Pour l’article homonyme, voir  Balmaceda.
Genre
Balmaceda est un genre d'araignées aranéomorphes de la famille des Salticidae.

## Distribution
Les espèces de ce genre se rencontrent en Amérique du Sud et en Amérique centrale.

## Liste des espèces
Selon World Spider Catalog (version 19.0, 20/06/2018) :
- Balmaceda abba Edwards & Baert, 2018
- Balmaceda anulipes Soares, 1942
- Balmaceda biteniata Mello-Leitão, 1922
- Balmaceda chickeringi Roewer, 1951
- Balmaceda distans (Banks, 1924)
- Balmaceda minor (F. O. Pickard-Cambridge, 1901)
- Balmaceda nigrosecta Mello-Leitão, 1945
- Balmaceda picta Peckham & Peckham, 1894
- Balmaceda reducta Chickering, 1946
- Balmaceda turneri Chickering, 1946
- Balmaceda vera Mello-Leitão, 1917

## Publication originale
- Peckham & Peckham, 1894 : Spiders of the Marptusa group. Occasional Papers of the Natural History Society of Wisconsin, vol. 2, no 2, p. 85-156 (texte intégral).